# カザーレ・マリッティモ
カザーレ・マリッティモ（伊: Casale Marittimo）は、イタリア共和国トスカーナ州ピサ県にある、人口約1,100人の基礎自治体（コムーネ）。

## 地理

### 位置・広がり

#### 隣接コムーネ
隣接するコムーネは以下の通り。括弧内のLIはリヴォルノ県所属を示す。
- ビッボーナ (LI)
- チェーチナ (LI)
- グアルディスタッロ

### 気候分類・地震分類
カザーレ・マリッティモにおけるイタリアの気候分類 (it) および度日は、zona D, 1843 GGである。
また、イタリアの地震リスク階級 (it) では、zona 3 (sismicità bassa) に分類される。

## 観光
「イタリアの最も美しい村」クラブ加盟コムーネである。